# Bopfingen
Bopfingen (pronunciación en alemán: /ˈbɔp͡fɪŋən/ⓘ) es una ciudad perteneciente al Distrito de Ostalb, en el Estado alemán de Baden-Wurtemberg. Situada junto a la sierra del Jura de Suabia. Entre las ciudades de Aalen y Nördlingen.

## Historia

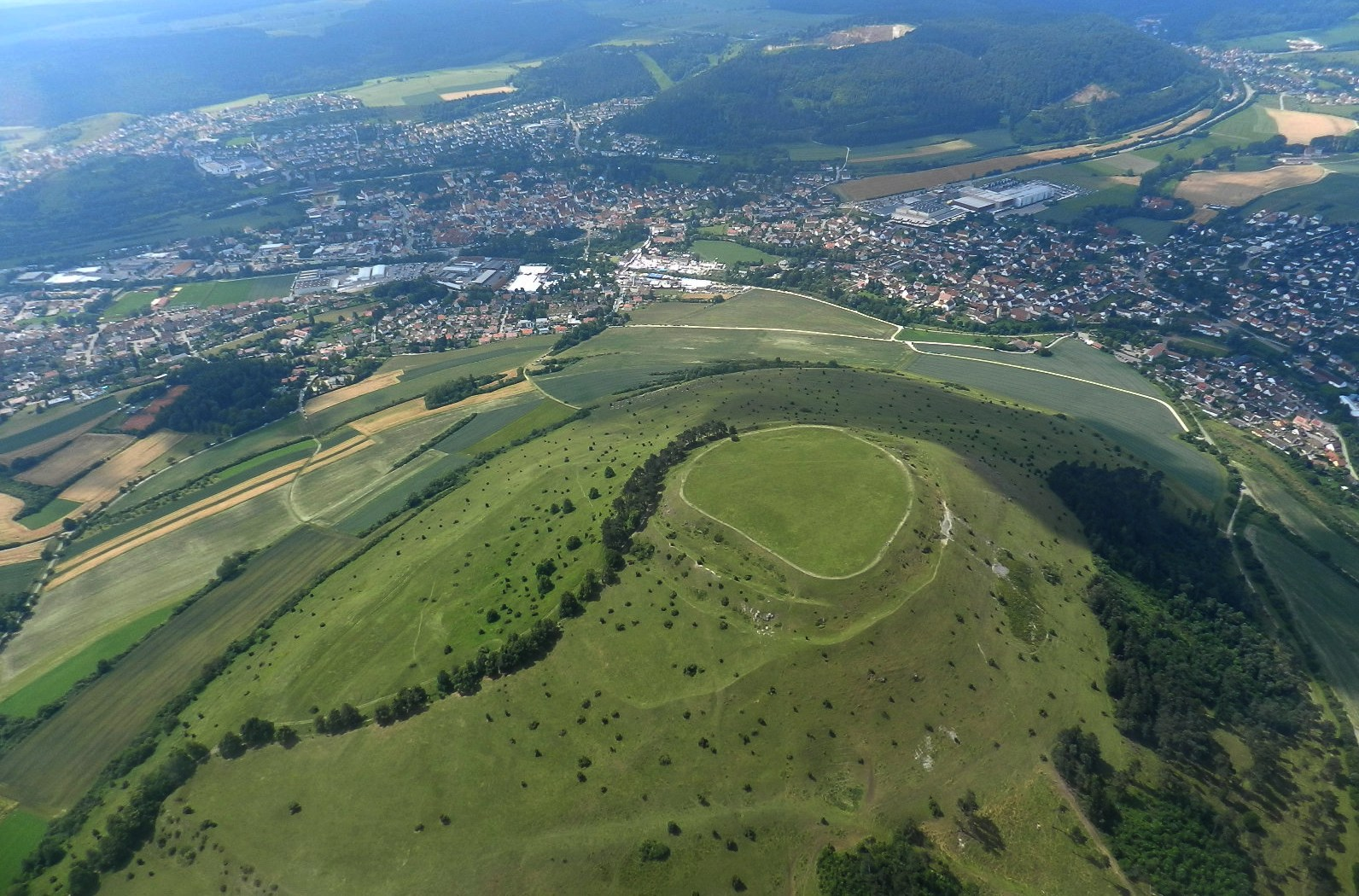
Monte Ipf

Bopfingen se encuentra junto al Monte Ipf, en las estribaciones de la Jura de Suabia, uno de los yacimientos arqueológicos más importantes de la zona. Se trata de un monte circular de 668 metros de altitud en cuya cima quedan restos de fortificaciones que datan del Bronce Final y la Edad de Hierro. De época romana se han hallado restos de una fábrica de ladrillos.
La ciudad en sí, nació a principios del siglo VI como un asentamiento alamán. En 1153 fue declarada ciudad y en 1241 alcanzó el estatus de Ciudad Imperial Libre. En 1488 fue integrada en la Confederación de Suabia. Bopfingen experimentó un importante crecimiento durante el siglo XVI. En 1802 perdió su condición de Reichsunmittelbarkeit y pasó a pertenecer, durante un breve periodo de tiempo a Baviera y finalmente en 1810 a Württemberg. Está integrada en el distrito de Ostalb desde su creación en 1973.

## Ciudades hermanas
- Beaumont (Francia), desde 1989
- Russi, desde 1996